# Matthew Yang King
Matthew Yang King (New York, 6 maggio 1974) è un doppiatore e attore statunitense.

## Biografia
A livello attoriale ha recitato principalmente in serie televisive, tra cui Squadra Med - Il coraggio delle donne, in cui è apparso in 27 episodi.
Attivo anche come doppiatore, in ambito videoludico si è distinto per avere dato voce a Liu Kang nella saga di Mortal Kombat a partire dall'undicesimo capitolo.

## Filmografia parziale

### Cinema
- Non siamo soli (Significant Other), regia di Dan Berk e Robert Olsen (2022)

### Televisione
- E.R. - Medici in prima linea (E.R.) - serie TV, episodio 8x01 (2001)
- Crossing Jordan - serie TV, episodio 1x10 (2001)
- Friends - serie TV, episodio 8x12 (2002)
- Squadra Med - Il coraggio delle donne (Strong Medicine) - serie TV, 27 episodi (2003-2006)
- Numb3rs - serie TV, 14 episodi (2005-2010)
- CSI: NY - serie TV, episodio 4x11 (2007)
- Bones - serie TV, episodio 4x20 (2009)
- 24 - serie TV, 4 episodi (2010)
- NCIS - Unità anticrimine (NCIS) - serie TV, 2 episodi (2011, 2024)
- Criminal Minds - serie TV, episodio 8x09 (2012)
- Revenge - serie TV, episodio 4x15 (2015)
- Powers - serie TV, episodi 2x02-2x03 (2016)
- The Last Ship - serie TV, episodio 3x11 (2016)
- Lucifer - serie TV, episodio 3x05 (2017)
- Riverdale - serie TV, 7 episodi (2018-2022)
- 9-1-1 - serie TV, episodio 1x03 (2018)
- Code Black - serie TV, episodio 3x05 (2018)
- The Rookie - serie TV, episodio 2x05 (2019)

### Doppiaggio
- Warcraft III: Reign of Chaos - videogioco, voce di Illidan Stormage (2002)
- Warcraft 3 - The Frozen Throne - videogioco, voce di Illidan Stormage (2003)
- Transformers - videogioco, voce di Unicorn (2004)
- Mercenaries 2 - videogioco, voce di China (2008)
- G.I. Joe: Renegades - serie animata, 25 episodi (2010-2011) - voce di Tunnel Rat e Nicky Lee
- Kane & Lynch 2: Dog Days - videogioco, voci varie (2010)
- Super Ninja - serie animata, 32 episodi (2011-2013) - voce di Yamato
- Ace Combat: Assault Horizon - videogioco, voce inglese di Tiger (2011)
- The Elder Scrolls V: Skyrim - videogioco, voci varie (2011)
- Resident Evil 6 - videogioco, voce varie (2012)
- Marvel Heroes - videogioco, voce di Torcia Umana e Deadpool (2013)
- Skylanders: SWAP Force - videogioco, voce di Fright Rider (2013)
- Fallout 4 - videogioco, voce di Justin Ayo (2015)
- Injustice 2 - videogioco, voce di The Atom / Ryan Choi (2017)
- Love, Death & Robots - serie animata, 2 episodi (2019)
- Mortal Kombat 11 - videogioco, voce di Liu Kang e Fujin (2019)
- Death Stranding - videogioco, voce di Thomas Southerland (2019)
- XCOM: Chimera Squad - videogioco, voce di Verge (2020)
- Cyberpunk 2077 - videogioco, voce di Kerry Eurodyne e Harold Han (2020)
- Call of Duty: Modern Warfare II - videogioco, voce di Shredder Saki (2022)
- Call of Duty: Modern Warfare III - videogioco, voce di Enigma (2023)
- Horizon Forbidden West - videogioco, voce di Brenik nel DLC Burning Shores (2023)
- Elemental - film d'animazione, voce di Alan, Lutz ed Earth Pruner (2023)
- Mortal Kombat 1 - videogioco, voce di Liu Kang (2023)
- Star Wars: Young Jedi Adventures - serie animata. episodio 1x13 (2023) - voce di Loden Greatstorm
- Dream Productions - serie animata, 2 episodi (2024) - voce di Sheng
- Avatar - La leggenda di Aang - serie animata, 7 episodi (2024) - voce di Appa e Momo

## Doppiatori italiani
Nelle versioni in italiano delle opere in cui ha recitato, Matthew Yang King è stato doppiato da:
- Davide Garbolino Squadra Med - Il coraggio delle donne (1^ voce)
- Massimo Di Benedetto in Squadra Med - Il coraggio delle donne (2^ voce)
- Marco Balzarotti in Squadra Med - Il coraggio delle donne (3^ voce)
- Riccardo Scarafoni in NCIS - Unità anticrimine (ep. 8x14)
- Alessandro Campaiola in NCIS - Unità anticrimine (ep. 21x10)
- Leonardo Graziano in Bones
- Vittorio De Angelis in Criminal Minds
- Luca Graziani in Lucifer
- Gabriele Marchingiglio in Code Black
- Alessandro Sitzia in Riverdale
- Alessandro Budroni in Non siamo soli

Da doppiatore è stato sostituito da:
- Silvano Piccardi in Warcraft III: Reign of Chaos, Warcraft 3 - The Frozen Throne
- Mattia Bressan in Fallout 4, Injustice 2
- Matteo Zanotti in Mortal Kombat 11 (Liu Kang), Mortal Kombat 1
- Ruggero Andreozzi in Cyberpunk 2077 (det. Harold Han), Horizon Forbidden West: Burning Shores
- Pietro Ubaldi in Transformers
- Marcello Cortese in Super Ninja
- Leonardo Graziano in Love, Death & Robots (Liang)
- Massimiliano Virgilii in Love, Death & Robots (Renshu)
- Alessandro Capra in Mortal Kombat 11 (Fujin)
- Pierluigi Astore in Death Stranding
- Gabriele Calindri in XCOM: Chimera Squad
- Emiliano Coltorti in Cyberpunk 2077 (Kerry Eurodyne)
- Domenico Brioschi in The Elder Scrolls V: Skyrim
- Francesco Silella in Elemental (Lutz)
- Stefano Annunziato in Elemental (Earth Pruner)
- Alberto Bognanni in Star Wars: Young Jedi Adventures
- Gabriele Sorrentino in Dream Productions